# Anser's Tree
Anser's Tree is het achtste studioalbum van Guy Manning. Het is uitgebracht onder de groepsnaam Manning. Het is opgenomen in de Burnside Studio in Leeds gedurende de termijn januari tot en met juni 2006. Het is eigenlijk een soloalbum, want de overige leden van Manning vullen Guy Manning hier en daar aan. Zijn maatje Andy Tillison speelde mee op slechts één track (track 2). Het is een conceptalbum over diverse familieleden uit het verleden en de toekomst. Dr. Jonathan Anser (uit de toekomst) kijkt daarbij terug op verre familieleden en stuit op enige vreemde types. Zo is het verste familie gewoon verdwenen, men kon haar niet meer terugvinden. Het album komt door de grote inbreng van en akoestische instrumenten en de viool dicht bij de muziek van Jethro Tull, folky progressieve rock.

## Musici
- Guy Manning: zang, alle instrumenten met medewerking van:
- David Million: gitaar
- Laura Fowles: saxofoon en zang
- Steve Dundon (van Molly Bloom): dwarsfluit
- Andy Tillison: keyboards
- Ian Fairbairn: viool

## Composities
Allen van Manning
1. Margaret Montgomery (1581-) (07:13)
2. Jack Roberts (1699-1749) (06:39) (samen met Tillison)
3. William Barras (1803-1835) (14:45)
4. Diana Horden (1900-1922) (07:47)
5. Joshua Logan (1990-2048) (07:58
6. Prof. Adam Logan (2001-2094) (11:59)
7. Dr. Jonathan Anser (2089-) (07:07)